# جيش الإسلام (فلسطين)
جيش الإسلام تنظيم فلسطيني سلفي جهادي، أسسه ممتاز دغمش وكنيته أبو عبير ، يصل عدد أفراده إلى 2000 شخص معظمهم من عائلة دغمش وشباب خارجين عن القانون. برز التنظيم بشكل أساسي خلال مشاركته حركة حماس ولجان المقاومة الشعبية في عملية «الوهم المتبدّد»، وأسر الجندي «جلعاد شاليط» في حزيران 2006.
ويعرف التنظيم نفسه على أنه مجموعة من المجاهدين الذين تربّوا على الإسلام، وجهادهم مقتصر على الداخل الفلسطيني، من أجل تطهير البلاد من «بعض تجار الدم والأخلاق والرذيلة». وأوضح التنظيم في بيان تعريفي سابق له أن قادته «هم من أبناء أرض الرباط في الداخل، ولا علاقة لهم بالخارج، أو أي قرار لا يصبّ في مصلحة الإسلام، وأن أفرادها المجاهدين لا يتبعون أي تنظيم على الساحة الفلسطينية».[بحاجة لمصدر] ويرى مراقبون أن جماعة جيش الإسلام ليس لها بناء تنظيمي متكامل؛ إذ أنها تعد بعشرات الأفراد، وغالبيتهم من الشباب الذين لم تتجاوز أعمارهم الثلاثين عاماً.[بحاجة لمصدر]

## الأفكار والأيديولوجيا
يستمد تنظيم جيش الإسلام الفلسطيني مرجعيته من السلفية الجهادية التي تؤمن بالمواجهة الحتمية مع الكفار سواء كانوا كفار أصليين أو مرتدين «حسب تعبيرهم» وأن هذا الصراع يكون بكتاب يهدي وسيف ينتصر وهو ما يبدوا واضحاً في شعارهم وأن الحرب بينهم وبين الغرب هي حرب عقائدية وليست حرباً سياسية أو اقتصادية.

## التاريخ والاحداث
اشتهر جيش الإسلام بعد مشاركته في عملية الوهم المتبدد في 26 يونيو 2006 بمشاركة كتائب عز الدين القسام وألوية الناصر صلاح الدين والتي أدت إلى أسر الجندي جلعاد شاليط.
في شهر فبراير 2007 انتقد جيش الإسلام اتفاق مكة بين حماس وفتح بسبب ان الإتفاق ينص على تأسيس حكومة علمانية وتطبيق ذات قوانين التي تستعمله السلطة الفلسطينية في الضفة الغربية على قطاع غزة
وفي ذات عام بيوم 12 من شهر مارس عام قامت الجماعة باختطاف الصحفي البريطاني ألان جونستون وذلك بهدف مبادلته بسجناء في الدول الغربية كـ أبو قتادة الفلسطيني في سجون بريطانيا، وساجدة الريشاوي في سجون الأردن
في 25 يونيو من ذات العام دعا جيش الإسلام المسلمين إلى دعم مجموعة فتح الإسلام إبان الصراع في شمال لبنان 2007
وفي 26 يونيو خطف مسلحين مجهولين عضوين من جيش الإسلام في حي الصبرة وعلق قيادي جيش الإسلام على حادثة بأن جماعة سا تقوم بخطف المزيد من أجانب اذا استمر اعتقالهما
وفي 1 يوليو قام مسلحين مجهولين بخطف ثلاث رجال من حي الصبرة بمدينة غزة وجمعيهم من اعضاء جيش الإسلام ونقلهم إلى مجمع السرايا الحكومي وبعد ذلك قام مسلحون آخرون باختطاف تسعة من أعضاء حركة حماس من طلاب الجامعة الإسلامية حيث داهموا منزلهم المستأجر في شارع الثلاثيني في غزة وقاموا باختطافهم. 
وفي 3 يوليو فرضت كتائب القسام وشرطة حكومة غزة حصار على حي الصبرة وثم بعده اندلعت اشتباكات محدودة أدت إلى مقتل مدني أثناء تواجده في حي المغربي جراء رصاصة طائشة وبعد مفاوضات بواسطة لجان المقاومة الشعبية افرجت الجماعة عن المختطفين من اعضاء حركة حماس عند حوالي الساعة 10:30 من مساء اليوم وبعده أفرجت حركة حماس عن المختطفين لديها من جماعة جيش الإسلام والبالغ عددهم عشرين وذلك عند حوالي الساعة 2:00 من فجر اليوم التالي الأربعاء وبعد حوالي ساعة أفرج جيش الإسلام عن الصحفي البريطاني لديها
وبعده صرح المتحدث الرسمي باسم الجماعة أنه تم احتساب هذه المطالب لدى حركة حماس وقال أيضاً «أن جيش الإسلام كونه يعمل بالشريعة الإسلامية وبمنهج القرأن الكريم وسنة النبي محمد قمنا بتحكيم لجنة فرعية مؤلفة من مجموعة من المشايخ ذوي الاختصاص على إثرها أصدر أحد المشايخ فتوى توصى بإطلاق سراح جونستون» وذلك بتدخل ووساطة من لجان المقاومة الشعبية لتنتهى فترة احتجازه التي طالت أربعة أشهر وذلك في يوم 4 يوليو 2007م
وأضاف المتحدث بأسم لجان المقاومة الشعبية أن ما طرح على طاولة المفاوضات هو مستقبل جيش الإسلام في غزة، والاعتراف به كفصيل فلسطيني مقاوم سيبقى سلاحه إلى جانب سلاح فصائل المقاومة الفلسطينيةفي شهر سبتمبر في 2007 قصف جيش الاحتلال الإسرائيلي سيارة كانت تقل خمس اعضاء من جيش الإسلام في حي الزيتون بمدينة غزة ما أدى إلى مقتلهموشيع حوالي 300 فلسطيني القتلى الخمسة
وفي 18 يونيو 2008 إبان الحرب على غزة (2008 - 2009) شارك المئات من عناصر جماعة جيش الاسلام في تشييع معتز دغمش المسؤول العسكري للمجموعة الذي هو وخمس آخرين من جماعة قتلوا في غارة شنها الطيران الاسرائيلي في جنوب قطاع غزة وعلق أبو عبد الرحمن المتحدث باسم جيش الاسلام بأنهم استشهدوا  أثناء محاولة شن هجوم على الاحتلال وتوعد برد قاسي الا اذا دخلت الهدنة حيز التنفيد وقال بان جيش الإسلام نفد عمليات سرية لم يصرح بها خلفت قتلى في صفوف جيش الإسرائيلي
وفي شهر أغسطس سنة 2008 أعلن القيادي في جيش الإسلام أبو الحسن المقدسي تشكيل لجنة مشتركة لحل الإشكاليات الطارئة بينها وبين حكومة غزة وحركة حماس بعد ادعا إحدى جميعات حقوقية في خانيونس بأنها تلقت تهديد من جيش الإسلام الأمر التي نفته الأخيرة وأضاف أبو الحسن انه بعد اجتماع الأول تم انتهاء من الأشكال واخبار الجمعية بعدم صحة التهديد ووصف أبو الحسن بان علاقات مع حركة حماس عادات جيدة وطيبة من جديد وحذر الجهات والأفراد الذين يقومين بثارة الفوضى وثم الصقها بجيش الإسلام
الا انه في شهر سبتمر من ذات العام اندلعت اشتباكات بين شرطة حكومة غزة وافراد ينتمون إلى جيش الإسلام في حي الصبرة بمدينة غزة وصرح جيش الإسلام بأن قبل أربعة أشهر حاولت الشرطة اعتقال "جميل دغمش" أحد اعضاها الا أنه تمكن من الفرار واعلنت الجماعة بأنه جراء حل الموضوع بالحاور مع حركة حماس الا انها حاولت مرة أخرى اعتقاله ما أدى مقتل 11 فلسطيني من بينهم 7 من أفراد ينتمون لجيش الإسلام
في شهر يوليو 2010 نشرة وكالة معا الإخبارية مقابلة مع القيادي في جيش الإسلام "أبو عمر الأنصاري" وقال فيها بأن جيش الإسلام ليس له علاقة او تواصل مباشر او غير مباشر مع تنظيم القاعدة وأضاف بأن جيش الإسلام لا يسعى إلى ترحيل الأجانب الذين يعملون في مراكز الإغاثة في القطاع وقال عمليات التفجير التي تحصل في قطاع لا علاقة لها بالجماعة واما موقف من مسيحي غزة فا قال بأنهم ليس لديهم مشكلة مع الذين لا يضرون المسلمين ولا يسعون لنشر الرذيلة والدعارة، والخمور او استغلال أموال كنائس الإنجيلية التي تقدمه لهم من أجل نشر التنصير
وفي الأربعاء بشهر نوفمبر 2010 بمدينة غزة استهداف طائرة تابعة للاحتلال الإسرائيلي القيادي في جيش الإسلام "محمد جمال نمنم" وهو مرافق أمير جيش الإسلام ممتاز دغمشوبعد اسبوعين من ذات العام استهذفت طائرة تابعة للاحتلال الإسرائيلي سيارة في وسط مدينة غزة كان بداخلهما الشقيقين محمد ياسين وإسلام ياسين وهما قيادين من جيش الإسلام وكانت غارة تسببت في إصاباتهما بجروح خطيرة أدت إلى وفاتهما في مستشفى الشفاء
وفي2011 اتهم وزير الداخلية المصري حبيب العادلي أن تفجير الإسكندرية في يناير 2011 نفذه جيش الإسلام. الأمر الذي نفه جيش الإسلام وحكومة غزةوكما عرب ضباط عسكريين مصريين عن صدمتهم من اتهام جيش الإسلام وقاله بأن الأدلة تشير بأن المسؤولون ليس فلسطينيين حتى
في فبراير في سنة 2015 نشرت وسائل إعلام في مواقع التواصل الاجتماعي خبر اعتقال أمير جيش الإسلام ممتاز دغمش في شبه جزيرة سيناء الأمر الذي نفه جيش الإسلاموأكد مصدر أمني مصري في محافظة شمال سيناء عدم صحة هذي الأخبار
وفي شهر سبتمر من ذات عام نفى أمير جيش الإسلام ممتاز دغمش بيان منسوب لجيش يعلن فيه مبايعة تنظيم الدولة الإسلامية
وفي 2019 وبعد سنوات من اختفى قامت الجماعة بعرض عسكري في ذكرى 13 من عملية الوهم المتبدّدوفي 2022 أيد جيش الإسلام عملية تفجير القدس 2022

## العمليات ضد إسرائيل
في 25 يونيو 2006 شارك جيش الإسلام كتائب الشهيد عز الدين القسام ولجان المقاومة الشعبية في عملية اختطاف الجندي الإسرائيلي جلعاد شاليط، والتي قتل فيها الشهيد محمد فراونة من أبناء الجماعة.
في 30 يوليو 2007 قامت ألوية الناصر صلاح الدين الجناح العسكري لجان المقاومة الشعبية وجيش الإسلام وكتائب المقاومة الوطنية الجناح العسكري للجبهة الديمقراطية لتحرير فلسطين عن قصف مستوطنة كفار عزة ب10 قذائف هاون عيار 80 ملم مساء يوم.
في 21 نوفمبر 2007 أعلنت كتائب شهداء الاقصى وجيش الإسلام مسؤوليتها عن قصف بلدة سيديروت وكفار عزة بصاروخين من نوع أقصى المطور.
في 7 أبريل 2008 أعلن جيش الإسلام قنص جندي اسرائيلي في شرق القرارة جنوب قطاع غزة, صباح اليوم الاثنين
كما عملت المجموعة على تنفيذ هجمات مع مجلس شورى المجاهدين على ضواحي القدس، في يوم 21 نوفمبر 2012 أصدر مجلس شورى المجاهدين في أكناف بيت المقدس وجيش الإسلام بياناً مشتركاً بعنوان (الحملة الصاروخية.. «وأخرجوهم من حيث أخرجوكم» حول قصف مستوطنات غلاف قطاع غزة (سديروت ونتيفوت وكيبوتس سعد) ب 14 صاروخ جراد.

## المؤسسات الإعلامية
- مؤسسة النور الإعلامية وهي أول مؤسسة إعلامية للتنظيم
- الهيئة الإعلامية لجيش الإسلام في فلسطين
- مجلة المسرى وهي مجلة غير دورية حيث صدر العدد الأول منها في 24 فبراير 2018